# Karel Dujardin

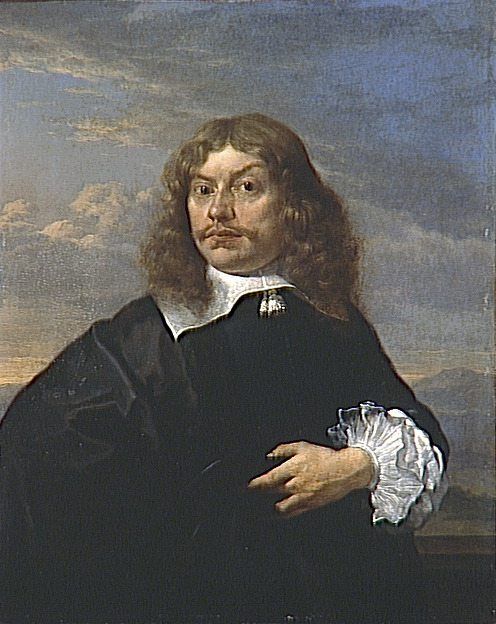
Karel Dujardin, förmodat självporträtt, 1657.

Karel Dujardin, född omkring 1622, död 20 november 1678, var en nederländsk konstnär.
Dujardin var verksam i Amsterdam samt i Italien, och utbildades under ledning av Nicolaes Pieterszoon Berchem och målade italieniserade landskap med varm, solig ton, med betande kreatur och trädgrupper, vanligen i sommarstämning med vita silverkantade moln och lugna vatten. Dujardin har även utfört porträtt, bland annat ett av Paulus Potter samt en grupptavla, "Regentenstukke" med mjuka linjer och smältande färger. Han är best representerad i Amsterdams Rijksmuseum. Också i Skandinavien finns tavlor av Dujardin, så i Nationalmuseum som har etsningar, fyra tavlor, och en målning Vägen över floden på Vanås slott.